# Дютру, Марк
Марк Дютру́ (фр. Marc Dutroux; род. 6 ноября 1966 года, Иксель, Бельгия) — бельгийский педофил и серийный убийца.

## Биография
Марк Дютру родился в Икселе, Бельгия, в семье педагогов; первые четыре года своей жизни он провёл в Бурунди. После окончания школы стал электриком. В 1974 году Дютру женился на воспитательнице детского сада, Мишель Мартен. Вскоре Дютру вместе с семьёй переезжает в арондисман (округ) Шарлеруа. 22 декабря 1995 года Дютру перерезает горло 17-летней девушке за отказ заняться с ним оральным сексом.

## Арест
13 августа 1996 года состоялся арест Марка Дютру. На земельном участке, принадлежавшем Дютру, полиция выкапывает трупы двух 8-летних девочек со связанными руками, якобы, по версии Дютру, умерших от голода в подвале, а также труп закопанного заживо помощника Дютру — Вайнштайна. Прокуратура считает Дютру виновным в похищении и изнасиловании шести девочек, самой младшей из которых на момент совершения преступления исполнилось восемь лет, а также в убийстве четырёх похищенных. Дютру насиловал девушек и снимал это на камеру. Приговорён судом к пожизненному заключению. Его жена, Мишель, была признана соучастницей в преступлениях и приговорена к 30 годам лишения свободы. Отсидев в тюрьме 16 лет, 28 августа 2012 года она была освобождена и, по условию суда, будет жить в монастыре со строгими условиями содержания.

## В массовой культуре
Дело Марка Дютру, потрясшее всю Бельгию, легло в основу сценария бельгийского телесериала «Враг общества». Однако лишь отдельные сюжетные линии сериала перекликаются с фактами реального дела. «Эта история все еще слишком жива в нашей памяти, в памяти всей нации. Да и вообще, натурализм не в нашей культуре, не в культуре нашего поколения в частности», — прокомментировал один из режиссеров сериала Матьё Франс.
«Дело „Мальдорор“» — франко-бельгийский криминальный триллер 2024 года, вдохновлённый поиском и поимкой Дютру.